# 十年泰国
《十年泰国》（英語：Ten Years Thailand）是2018年泰国多段式反乌托邦电影，由雅狄也·阿萨拉、韦西·沙赞那庭、朱拉亚农·西里彭、阿比查邦·魏拉希沙可四位导演创作。影片与《十年日本》和《十年台湾》同属“十年国际计划”的作品之一，参照2015年香港电影《十年》模式，包括《日落》、《喵托邦》、《天文馆》和《城市之歌》四个反乌托邦题材短片，讲述了各位导演对2028年反托邦式泰国的畅想。影片于第71屆坎城影展特别放映。由楚克·薩克瑞科创作的第五部分未赶在戛纳电影节前完成，未收入电影。